# Krka (Pesnica)
Kŕka je levi pritok Pesnice v severovzhodni Sloveniji. Nastane v plitvi dolini pod vasjo Senčak v južnem delu Slovenskih goric in teče sprva proti jugozahodu in nato proti jugu po razmeroma široki dolini z mokrotnim dnom mimo Juršincev do izliva v Pesnico. Z obeh strani se iz kratkih in plitvih dolin vanjo stekajo številni majhni potočki, nekoliko večji je samo levi pritok Svujna. Po dolini poteka regionalna cesta R3–712 Ptuj–Žihlava.
Nekoč je potok vijugal po mokrotnem dolinskem dnu in pogosto poplavljal, zato je bilo dno neposeljeno, hiše umaknjene na nekoliko višje dolinsko obrobje, strugo potoka pa je obdajal pas obvodnega rastlinja. V okviru obsežnih melioracij v Pesniški dolini so v 60. in 70. letih dvajsetega stoletja potok regulirali, dolinsko dno dolvodno od Juršincev osušili in nekdanje mokrotne travnike spremenili v njivske površine. Današnja struga potoka je enolična umetna struga, skoraj brez obvodnega rastlinja in v razmeroma slabem stanju, kljub regulaciji in melioracijam pa potok pogosto poplavlja najnižje dele dolinskega dna, kot npr. septembra 2007 in avgusta 2014 v Gabrniku.
Na preostanku mokrotnih travnikov pri Gabrniku je rastišče močvirskega tulipana (Fritillaria meleagris) in je evidentirano kot naravna vrednota državnega pomena, del doline pri Juršincih je vključen v območje Natura 2000.